# ستراک ستراکیان
ستراک ستراکیان (ارمنی: Սեդրակ Սեդրակյան؛ زادهٔ ۱۰ مهٔ ۱۹۵۰) روان‌شناس استاد دانشگاه و دکتری علوم روان‌شناسی اهل ارمنستان است.

## زندگی‌نامه
در ۱۰ مهٔ ۱۹۵۰ در برکارات به دنیا آمد. وی تحصیلات متوسطه را در سال ۱۹۶۷ در دبیرستان نالباندیان شهر آلاوردی به پایان رسانید. از سال ۱۹۶۹ تا ۱۹۷۴ در دانشکده جامعه‌شناسی، فلسفه و روان‌شناسی دانشگاه دولتی ایروان تحصیل نمود. در سال ۱۹۷۹ وی تحصیلات تکمیلی را به پایان رسانید. در سال ۱۹۸۱ وی از مؤسسه روان‌شناسی تربیتی فرهنگستان علوم اتحاد شوروی فارغ‌التحصیل شد. در سال ۱۹۸۷ از پایان‌نامه خویش دفاع نمود و مدرک پی‌اچ‌دی در رشته روان‌شناسی را دریافت نمود.

## عضویت
- ۲۰۰۰–۲۰۱۴ عضو هیئت تحریریه; سردبیر مجله Psychology and Life
- ۲۰۱۴–۲۰۱۶ عضو board adjacent to the وزارت آموزش و پرورش جمهوری ارمنستان
- ۲۰۱۰—اکنون عضو هیئت تحریریه Armenian Psychiatric Journal
- ۲۰۱۵—اکنون عضو فرهنگستان بین‌المللی علوم روانی

## تالیفات
- "Political Psychology", with V. Yedigaryan. Yerevan, 2002
- "Psychology of Management", with V. Yedigaryan. Yerevan, 2004
- "Family Psychology", Yerevan, 2010
- "Social Psychology of Family", Moscow, 2011
- "Family psychology, Methodological Analysis", Las Vegas, NV USA 2014
- "The Psychological Activities in Educational Institutions" (Manual), with A. Ghazarosyan, N. Hakobyan. Yerevan, 2016
- Professional Competence of Teachers and Administration of General Education Institutions for Teaching Student" With Disability as a Technology, Handbook of Research on Students’ Research Competence in Modern Educational Contexts", USA, 2018, p. 455-472